# Kimberly Ribbleová
Kimberly Ribbleová (provd. Ribbleová-Orrová) (* 11. srpna 1973 Hamilton) je bývalá kanadská zápasnice – judistka.

## Sportovní kariéra
S judem začínala v rodném Hamiltonu v 6 letech. Připravovala se pod osobním vedením Mitchella Kawasakiho v klubu Rendokan. V kanadské ženské reprezentaci se pohybovala od roku 1993 v polotěžké váze do 72 (78) kg. Jako reprezentační dvojka za Niki Jenkinsovou často startovala v nižší střední nebo v roce 1996 dokonce v těžké váze nad 72 kg, ve které neuspěla v kanadské olympijské nominaci pro start na olympijských hrách v Atlantě. V kanadské olympijské nominaci uspěla za čtyři roky v roce 2000. Na olympijských hrách v Sydney nestačila v úvodním kole na Kubánku Diadenis Lunaovou. Vzápětí ukončila sportovní kariéru kvůli vleklým problémům s koleny. Věnuje se trenérské práci v Hamiltonu.

## Výsledky
| Turnaj                  | 1996 | 1997 | 1998           | 1999           | 2000           |
| Turnaj                  | 23   | 24   | 25             | 26             | 27             |
| Turnaj                  |      |      | polotěžká váha | polotěžká váha | polotěžká váha |
| ----------------------- | ---- | ---- | -------------- | -------------- | -------------- |
| Olympijské hry          | —    |      |                |                | úč.            |
| Mistrovství světa       |      | —    |                | —              |                |
| Panamerické hry         |      |      |                | —              |                |
| Panamerické mistrovství | 3.   | ?    | 2.             | 2.             | —              |

## Zajímavost
V roce 2006 měla dopravní nehodu. Z nehody si odnesla četná poranění, která řešila i alternativní léčbou. Při akupunktuře jí terapeut omylem propíchl levou plíci, o kterou následně přišla kvůli zánětu.